# Knakworst

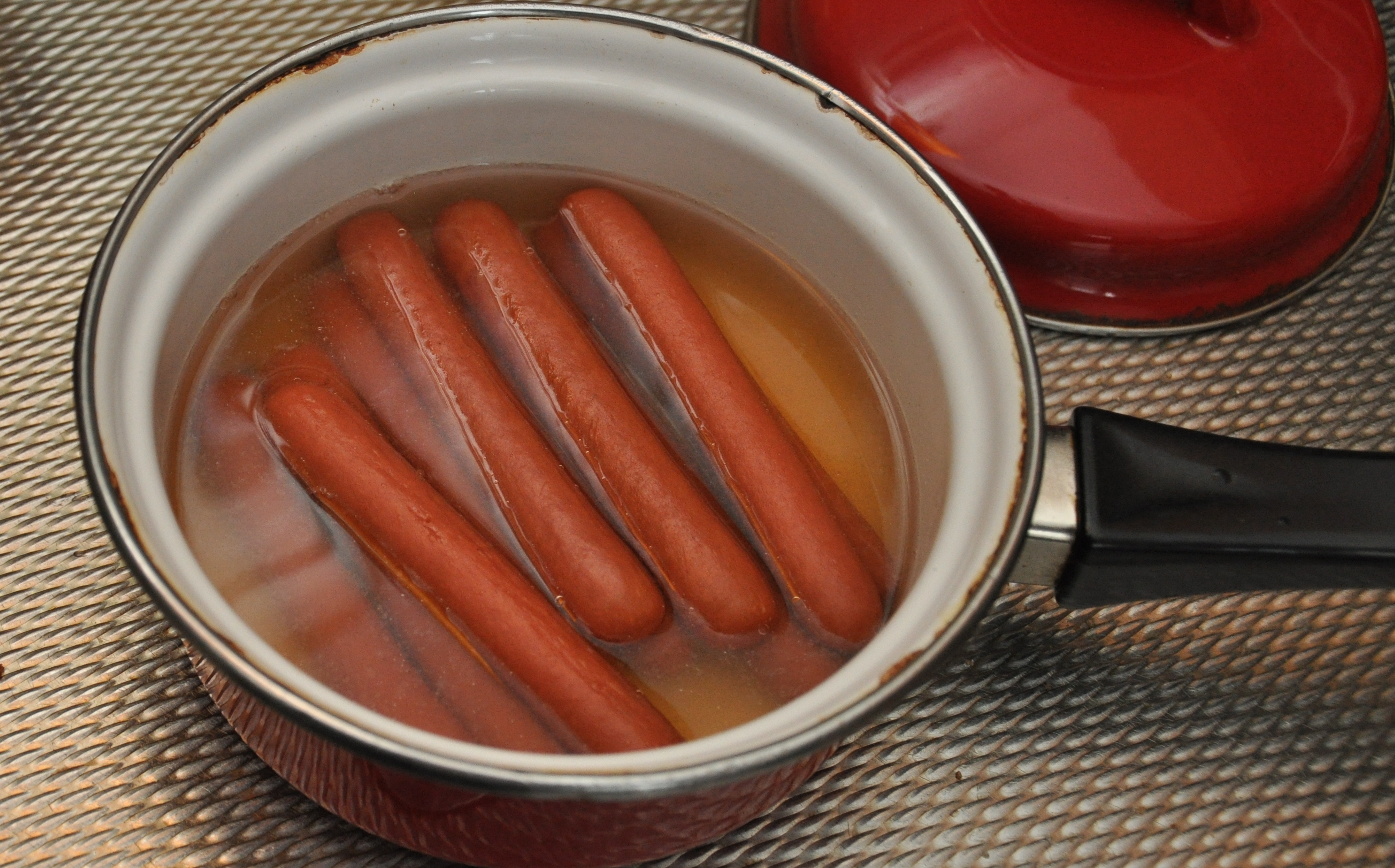
Knakworsten in een pan

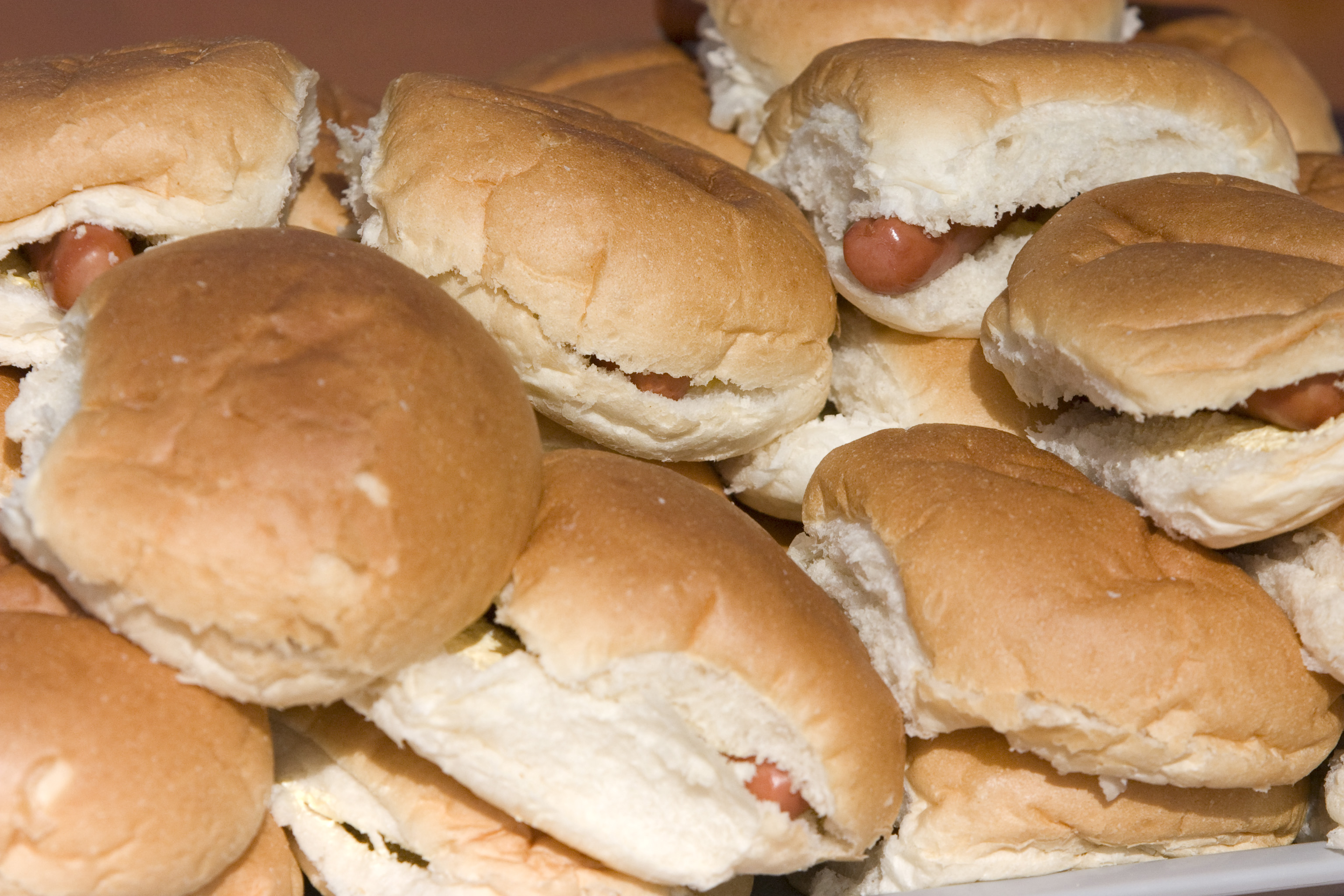
Knakworsten tussen broodjes

De knakworst is een kleine, bruine, dunne, zachte worst die zowel koud als warm op of zonder een broodje als snack gegeten kan worden. Knakworsten lijken op frankfurters. De worstjes worden meestal in een conservenblik verkocht.
Een goede knakworst dient bij het breken een goede knak als geluid te geven, maar de meeste 'knakworsten' zijn hier te slap voor, daar er in plaats van schapendarm (snaren) een goedkopere variant wordt gebruikt.
Als basis voor knakworst wordt varkensvlees of rundvlees gebruikt. Er kan ook ander vlees, bijvoorbeeld kippen- of kalkoenseparatorvlees aan toegevoegd worden, dat wordt verkregen door botten waaraan nog restjes vlees zitten te centrifugeren in een zogenaamde separator. Daarbij gaan echter ook kleine botstukjes mee. Verder wordt aan het vlees water, zetmeel, zout, smaakstoffen, stabilisator (E451, E452, zie lijst van E-nummers), specerijen, rundercollageen, soms ook varkenshemoglobine, smaakversterker E621 (ook bekend als ve-tsin), antioxidant E301 en conserveermiddel E250 toegevoegd. De vloeistof in het blik bestaat uit water en zout.
Er bestaat ook een vegetarische variant van de knakworst.

## Voedingswaarde
|                     | Voedingswaarde per 100g van runderknakworst | Voedingswaarde per 100g van gewone knakworst |
| ------------------- | ------------------------------------------- | -------------------------------------------- |
| Energetische waarde | 620 kJ of 145 Kcal                          | 830 kJ of 200 Kcal                           |
| Koolhydraten        | 4 gram                                      | 5,5 gram                                     |
| Eiwit               | 13 gram                                     | 13 gram                                      |
| Vet                 | 9 gram                                      | 14 gram                                      |
| Natrium             | 0,9 gram                                    | 1,0 gram                                     |